# هوم گاردنز (کالیفرنیا)
هوم گاردنز (به انگلیسی: Home Gardens) یک منطقهٔ مسکونی در ایالات متحده آمریکا است که در شهرستان ریورساید، کالیفرنیا واقع شده‌است. هوم گاردنز ۴٫۰۳۰ کیلومتر مربع مساحت و ۱۱٬۵۷۰ نفر جمعیت دارد و ۲۰۴ متر بالاتر از سطح دریا واقع شده‌است.